# Субраманьям, Чидамбарам
Чидамбарам Субраманьям (там. சி. சுப்பிரமணியம்; 30 января 1910, Коимбатур, Мадрасское президентство — 7 ноября 2000, Ченнаи) — индийский политический и государственный деятель, борец за свободу Индии от британского владычества, член Индийского национального конгресса, агроном
. Отец Зелёной революции в Индии.
Неоднократно был министром: сельского хозяйства (1964—1966), финансов (1974—1977), обороны (1979—1980).
Особенно известен реформой по внедрению удобрений и новых сортов семян в стране.

## Биография
Родился 30 января 1910 года в Поллачи, округ Коимбатур, в семье Чидамбры Гондера.
Окончил Президентский колледж в Мадрасе. Под руководством Чакраварти Раджагопалачарии изучал политологию и госуправление
В студенческие годы принимал активное участие в борьбе за независимость Индии, находился в заключении в 1932 и 1941 годах; был задержан во время «Движения за выход из Индии» в 1942 году.
В 1952—1957 году — первый спикер Законодательного собрания штата Мадрас.
В 1962 году был избран в Лок сабха, нижнюю палату парламента Индии. В 1962—1964 годах занимал пост министра промышленности и шахт Индии, в 1964—1966 — министра продовольствия, сельского хозяйства и общественного развития, в 1971—1972 — министра планирования и заместителя председателя Комиссии по планированию, в 1972—1974 — министра промышленности и науки и техники, в 1974—1977 — министра финансов. Продолжал занимать высокие посты даже в преклонном возрасте. Губернатор штата Махараштра (1990—1993).
Скончался 7 ноября 2000 года в Ченнаи.

## Избранные публикации
- The New Strategy in Indian Agriculture
- Some Countries which I visited Round The World
- The India of My Dreams